# 加藤沙知
加藤 沙知（かとう さち、1987年2月4日 - ）は、宮崎放送のアナウンサー。

## 来歴
山口県下関市出身。早稲田大学政治経済学部卒業。大学在学時には、TBSテレビが運営するTBSアナウンススクールにも通っていた。
大学を卒業後、2009年4月に宮崎放送に入社。

## 担当番組

### テレビ番組
- わけもん!GT[1]
- MRTニュース Next[1]
- みらい・みやざき まなび隊[4]
- わけもん!! - 「藤岡弘、宮崎ぶらり旅」担当[5]
- Check![6]

### ラジオ番組
- 日向神話 伝えたい言葉[1]
- 夕刊ラジオ ナイスキャッチ！[1]
- 橘通り書店[1]
- 女UP!〜みやざき女子力向上委員会〜[1]
- Roots〜遙かなる時の彼方〜[5]
- スイッチ♪音Time[6]
- Mint[6]